# Gaziel
Gaziel, pseudònim d'Agustí Calvet i Pascual (Sant Feliu de Guíxols, 7 d'octubre de 1887 - Barcelona, 12 d'abril de 1964), fou un escriptor i periodista català.

## Biografia
Nascut a Sant Feliu de Guíxols, l'any 1887, quan tenia sis anys es va traslladar a Barcelona amb els seus pares, Josep Calvet Daltabuit i Enriqueta Pascual Baguer. El 1903 va començar la carrera de Dret a la Universitat de Barcelona, impulsat pel desig patern que es fes notari. Més tard es va matricular a la Facultat de Lletres, la seva veritable vocació. Va escriure la seva tesi doctoral en castellà, com aleshores era preceptiu, i el 1908 es doctorà a Madrid.
El 1910, va iniciar la seva carrera periodística a La Veu de Catalunya i el 1911 va entrar a treballar a l'Institut d'Estudis Catalans. Va viure l'esclat de la Primera Guerra Mundial a París —on s'havia traslladat per aprofundir els seus coneixements—, i va escriure sobre aquest fet per a La Veu de Catalunya. Els seus escrits no van agradar a Prat de la Riba, però sí a Miquel dels Sants Oliver. Això dugué a Gaziel a escriure per a La Vanguardia sobre el París de la Primera Guerra Mundial, el 1914. Les seves cròniques, amb el títol Diario de un estudiante en París, el convertiren en un dels periodistes més llegits a Espanya i a l'Amèrica Llatina.
En aquest diari –que en els anys de la Segona República era el de més tirada de tota la Península–, va fer la seva carrera periodística, fins a arribar a ser-ne el director entre el 1920 i el 1936. Del 1925 al 1930 col·laborà en el diari madrileny El Sol amb més d'un centenar d'articles. Quan va esclatar la Guerra Civil, va haver d'exiliar-se i el 1940 va retornar a Barcelona, obligat per l'avenç de l'exèrcit nazi a Europa. Llavors, les autoritats franquistes el van processar per les seves idees catalanistes i republicanes. Fou absolt, però ja no va poder treballar en el periodisme a Catalunya i va haver d'emigrar a Madrid, on va dirigir l'editorial Plus Ultra. Encara que en aquells anys no podia publicar-los, continuà escrivint els assajos en català que havia començat en els anys de l'exili i que giraven, fonamentalment, sobre les causes de la tràgica història de Catalunya.
Septuagenari, va tornar a Barcelona, on va escriure la resta de la seva obra, formada per vuit llibres en castellà i catorze en català. Va morir a Barcelona el 12 d'abril del 1964. Havia fet 77 anys, en una vida consagrada, en paraules seves, «a les tres realitats superiors, per mi, a les altres: la nostra terra, la nostra gent, la nostra parla».
Segons l'editor Josep Benet i Morell, Gaziel, «probablement ha estat l'escriptor polític més intel·ligent que ha donat la dreta catalana en aquest segle», En el seu pròleg a l'edició de les Obres Completes en català, Benet cita aquest paràgraf significatiu per a caracteritzar l'actitud d'en Gaziel:
| « | El cas —certament curiós, potser— és que, havent jo, tota la vida, escrit més o menys, però forçat a fer-ho en castellà gairebé sempre, ara que finalment sóc lliure de fer-ho en català, escric amb més delit que mai. I quan la majoria dels homes que naveguem pel món, si arriben a l'hora més aviat solitària i foscant on jo avui em trobo, pleguen veles i cuiten a fondejar en algun recer definitiu, a mi, en canvi, m'ha entrat una fal·lera boja de tornar mar endins, que em fa com una mena de rejovenesa estranya. El secret n'és aquest: que fins ara, en plenes vellors, no m'havia estat concedit de satisfer el desig més gran de la meva vida, amagat dintre meu des de la mateixa infantesa, sempre contrariat i decebut. El desig de poder escriure en català, plenament, sense destorbs i noses. | » |

## Bagatge
Gaziel és considerat el primer periodista modern de l'Estat espanyol i el primer a donar una òptica internacional als seus escrits. Va arribar a convertir-se en una figura imprescindible de la vida política espanyola. Els seus articles setmanals, amb la rúbrica de Comentarios libres, eren una referència per a líders polítics i autoritats institucionals, fins i tot internacionals.
Va aportar profunditat de visió i reflexió d'altura, amb un alt coneixement de la història dels pobles. A més, va destacar per la seva capacitat d'apreciació privilegiada de l'esdevenir d'Espanya i Catalunya: la incapacitat d'Espanya per vertebrar-se i l'eterna tendència de Catalunya de ficar-se en un atzucac.
A La Vanguardia, va continuar la política d'Oliver, mantenint-la en una orientació centrista. Gaziel, liberal i independent de tot partit polític, considerat l'escriptor de dreta més lúcid de Catalunya, va combatre des d'aquell mitjà, l'extremisme d'esquerra i de dreta. Sota la seva direcció, el diari va passar d'un tiratge mitjà de seixanta mil exemplars a més de dos-cents mil.
El catalanisme de Gaziel partia d'un sentiment intens, però crític: va estar totalment en contra dels fets del 6 d'octubre de 1934 («Cataluña ha dado un tropezón tremendo», escriví a Augusto Assía pocs dies després). No obstant, durant el franquisme va lluir el seu catalanisme sense complexos, quan va començar des de zero el seu projecte intel·lectual i va escriure en català, amb paraules seves, amb més delit que mai i sense destorbs.
La seva obra pòstuma Quina mena de gent som (1938-1956) aplega quatre assaigs amb l'objectiu de comprendre Catalunya i els catalans. Retrata el país, analitza la seva història i busca els motius de la seva conflictiva relació amb Espanya. Defugint el victimisme dels historiadors romàntics, repassa els principals episodis de la història de Catalunya.
Meditacions en el desert (1946-1953), també publicat pòstumament, és producte d'una mirada més àmplia, però també més amarga i pessimista. Recull les reflexions sobre la seva pròpia trajectòria vital, el món i el temps que li ha tocat viure. S'indigna amb el progressiu arrelament de l'Espanya rància i amb els intel·lectuals que van fer el joc al règim franquista, pervertint la cultura castellana que ell tant s'estimava.
Agustí Calvet, Gaziel, després de predicar incansablement la reforma i la concòrdia, va morir el 1964 profundament desenganyat i descregut sobre Espanya i les seves classes dirigents.
Gaziel també és autor de traduccions del poeta francès Paul Valéry (El cementiri marí, Esboç d'un serpent), en gran part inèdites.

## Obres publicades en català
- 1926 — Hores viatgeres. Escrit en català en plena dictadura de Primo de Rivera
- 1953 — Una vila del vuit-cents
- 1958 — Tots els camins duen a Roma. Història d'un destí (1893-1914)
- 1959 — Castella endins
- 1960 — Portugal enfora
- 1961 — La península inacabada
- 1961 — Seny treball i llibertat
- 1963 — L'home és el tot (Florència)
- 1964 — Un estudiant a París i d'altres estudis
- 1964 — Sant Feliu de la Costa Brava
- 1964 — París 1914 (versió en català de Diario de un estudiante en París)[7]
- 1970 — Obres completes[8]
- 1971 — Història de la Vanguardia ref: Edicions Catalanes de París. Reeditat per Ed.Empúries el 1994 i per L'Altra Editorial el 2016, amb pròleg d'Antonio Baños.[9]
- 1974 — Meditacions en el desert. Edicions Catalanes de París. Reeditat per La Magrana el 2010 i per L'Altra Editorial el 2018, amb pròleg de Jordi Amat.[10]
- 2018 --- ¿Seré yo español? Un periodista catalán en Madrid (1925-1930), Edició de Narcís Garolera, amb pròleg de Francesc-Marc Álvaro.

### Obra inèdita
El 2020 el biògraf Manuel Llanas va publicar dos llibres amb obres inèdites de Gaziel: 
- Obra inèdita de Gaziel (Publicacions de l'Abadia de Montserrat, 2020), on recull tretze textos d'entre 1929 i 1963[11]
- Obra dispersa (Publicacions de l'Abadia de Montserrat, 2020), on aplega 28 nous escrits[11]

## Patrimoni literari
L'any 2007 va ser l'any Gaziel a Sant Feliu de Guíxols. Va coincidir amb el cinquantè aniversari de l'escola que rep el seu nom a la localitat guixolenca, que també li ha dedicat una plaça i un carrer.
Gaziel fou un escriptor obligat a abandonar la seva terra natal, doblement exiliat. Tot i que a Tots el camins duen a Roma (1958) i París 1914 (1964) descriu les seves experiències a terres franceses i altres zones de la península, mai va oblidar les seves arrels i va ser al seu poble a qui dedicà més pàgines.
A l'obra Sant Feliu de la Costa Brava (1963) descriu el paisatge guixolenc i aquells indrets que evoquen la seva infància. La seva casa natal es troba al carrer del Mall i amb ella recorda el seu avi. Tot i així, va ser a la casa familiar, ara situada al carrer Joan Maragall, on va passar els millors anys de la seva vida:  
“El cert és que els meus pares, burgesos benestants, quan varen casar-se no tenien més que llums i palmatòries. I fins quan, ja traslladats en una casa magnífica del carrer de la Processó, hi instal·laren el gas, aquest era cosa de luxe, que només s'encenia al vestíbul (si hi havia visites), al menjador, al saló i a la cambra d'estar, on la meva mare reunia el seu estat major de cosidores, planxadores, rentadores, etc., per passar-hi el rosari les vetlles d'hivern; a l'estiu es passava a la galeria vidrada, entre refilets de canaris, cardines i perfums.”
Aquesta casa era a tocar de la fàbrica de suro on el seu pare treballava en el negoci familiar. Per a Gaziel, el cementiri de la ciutat suposava un espai digne d'esment: “Hi ha poques poblacions que el tinguin tan bonic. Al punt que si la gent d'avui no fos esventada i posseís una mica més el sentit del que és essencial i el que no ho és, la visita d'aquest cementiri hauria de figurar en el programa turístic de la Costa Brava.”
El guixolenc també dedicà les seves línies a l'escola, el port, la Rambla, el Casino o els Banys a peu de muntanya. El mar materialitzà gran part dels seus enyors : “La badia sencera, sota la llum del sol, o entelada de boira, i fins i tot tremolosa i fredolica sota el vel de la pluja, tenia sempre un repòs i una serenitat d'aquells que només són perceptibles quan ja s'han perdut.”
Uns dels fets més significatius fou el seu testimoni sobre la inauguració del carrilet,el tren que unia Girona i Sant Feliu, inaugurat el 1898.
Tots aquests indrets, formen part de l'itinerari autoguiat ideat per la Càtedra de Patrimoni literari de Maria Àngels Anglada- Carles Fages de Climent, amb l'objectiu d'acostar als seus conciutadans l'empremta i llegat de l'autor a la seva terra, que ell descrivia així als Goigs de Sant Feliu de Guíxols:
| « | Ai, que n'ets de ben plantada, amorosa com un niu, tan dolça i tan encalmada, entre la boscúria alada i el sorral com un caliu: ai, ciutat de Sant Feliu, arran de la mar salada! | » |